# Synedoida marbosa
Synedoida marbosa är en fjärilsart som beskrevs av Edwards 1881. Synedoida marbosa ingår i släktet Synedoida och familjen nattflyn. Inga underarter finns listade i Catalogue of Life.